# Rage of the Dragons
Rage of the Dragons (レイジ・オブ・ザ・ドラゴンズ, Reiji obu za Doragonzu) (ou somente "RotD") é um jogo de luta baseado em batalhas de duplas (tag team lançado para Neo Geo, pela Playmore (atualmente SNK Playmore), lançado em 2002. O jogo foi desenvolvido pela empresa japonesa Noise Factory , co-desenvolvido pela BrezzaSoft e projetado principalmente pela equipe mexicana Evoga.
Em 11 de maio de 2020, a Piko Interactive adquiriu a propriedade intelectual do jogo e tem planos com ela. Ports para Nintendo Switch, PlayStation 4 e PlayStation 5, e Xbox One e Xbox Séries estão agendadas para um lançamento futuro, portado pela QUByte Interactive. Em abril de 2024, durante a Evo Japan, foi anunciado um novo jogo da franquia: Rage of the Dragons W.

## Jogabilidade
Rage of the Dragons possui um sistema de tag team, onde o jogador controla dois personagens e pode revesar entre eles durante uma luta. O personagem que estiver na reserva irá regenerar a sua barra de vida, enquanto estiver neste estado, se recebeu algum dano, enquanto que seu parceiro luta.
 O jogador pode executar combos especiais onde ambos os personagens atacam o oponente ao mesmo tempo, causando um dano maior.
Uma barra auxiliar localizada no canto inferior da tela lentamente se enche quando ataques são recebidos e proferidos. Quando a barra está cheia, movimentos especiais podem ser executados (Ex: Contra-ataques, Especiais, etc.)

## Personagens
Ao todo, são 7 duplas, um sub-chefe e um chefe do jogo, totalizando 14 personagens. O jogador pode escolher uma dupla para jogar ou criar uma a partir das 7. Estes são:
- Billy Lewis (Willian Lewis) - famoso piloto de rua e mestre de Ryu Zui Ken. Ele não vê seu irmão mais velho, Jimmy, desde a morte da namorada de Jimmy, Mariah. Parceira: Lynn
- Jimmy Lewis (James Lewis) - Após a morte de sua namorada, Mariah, Jimmy abandonou seu irmão e se tornou um famoso lutador de rua, tanto pelo dinheiro quanto pela emoção. Ele retorna a Sunshine City depois de sentir a ressonância de um espírito maligno de dragão
- Lynn Baker Lynn é uma sino-americana que treinou com Jimmy e Billy Lewis, ela dá aulas no dojo instalado em Sunshine City. É apaixonada por Billy e é praticante do Ryu Zui Ken, graças a sua ressonância ao dragão branco.
- Sonia Romamenenko - Sonia era uma assassina altamente qualificada. Depois de deixar sua vida como assassina para trás, ela conhece Jimmy Lee e se apaixona por ele. Parceiro: Jimmy
- Radel - Radel é um dos últimos membros de um clã de caçadores de dragões. Ele busca confrontar o dragão negro para vingar seus pais de terem sido mortos pelo dragão negro.
- Annie Murakami - Uma adolescente com visual de 'lolita gótica'. Ela possuí poderes psíquicos e foi enviada para guiar Radel a pedido de sua família que é formada por médiuns.
- Kang Jae Mo - Um robusto lutador de wrestler mascarado. Amigo de Mr. Jones, ele vê o confronto contra o dragão negro, uma oportunidade de realizar o seu sonho que é criar o seu próprio filme de ação.
- Mr. Jones - Um lutador e ator de filmes de artes-marciais. Fanático por música disco e pelos anos 70, ele criou sua variação do Jeet Kune Do.
- Jose Rodriguez (Pepe) - Um indisciplinado estudante de intercambio mexicano. Portador do dragão verde, após encontrar um pergaminho do deus Quetzalcóatl, suas habilidades melhoraram consideravelmente.
- Pupa Salgueiro - Pupa é uma jovem brasileira e amiga de Pepe, que procura seu irmão mais velho desaparecido. Ela é treinada em Capoeira e costuma usar uma chave quando luta. Parceiro: Pepe
- Cassandra (Cass) - Uma linda órfã autista. De comportamento recluso e educado, ela busca saber sobre seu passado e a origem de seus poderes.
- Oni - Um órfão extremamente violento e lutador de rua. Com imensa sede de sangue, ele vive pela luta e possuí misantropia.
- Alice Carrol - Uma garota de 13 anos britânica. Ela foi possuída por um espírito maligno liberado por Johann, e apenas Elias pode acalma-la.
- Elias Patrick - Um padre viajante que viaja ao mundo ajudando pessoas e erradicando o mal. Ele fará qualquer esforço para erradicar o grande mau que predomina Sunshine City: o dragão negro.
- Abubo Rao (sub-chefe; não-selecionável na versão de arcade)
- Johann (chefe; não-selecionável na versão de arcade)

## Produção
Evoga originalmente definiu o jogo Rage of the Dragons como uma sequência para a versão de jogo de luta para Neo Geo do jogo Double Dragon, lançado em 1995. Contudo, Evoga foi incapaz de usar os direitos intelectuais para os personagens (que, por sua vez, foram comprados pela companhia "Million", a desenvolvedora do jogo Double Dragon Advance), e, assim, Rage of the Dragons foi transformado numa homenagem à série Double Dragon, ao invés de ser uma sequência oficial. Os dois personagens principais de Rage of the Dragons, Billy e Jimmy Lewis, compartilham seus nomes com os protagonistas da série Double Dragon, Billy e Jimmy Lee, enquanto Kang é baseado em Burnov de Double Dragon II: The Revenge, e o chefe Abubo é baseado no Abobo do Double Dragon original. Dois personagens de apoio em Rage, Linda (assistente feminina de Abubo) e Mariah (namorada de Jimmy), também são baseados em personagens de Double Dragon.
Jimmy, Lynn, Elias e Sr. Jones apareceriam mais tarde como personagens convidados escondidos em Matrimelee, um jogo de luta também produzido pela Noise Factory. Coincidentemente, a Atlus, a empresa que produziu originalmente a série Power Instinct, publicou o Double Dragon Advance para a Million.
O jogo foi co-projetado por Mario Vargas e Eduardo d 'Palma, que mais tarde trabalhariam na indústria de anime. A trilha sonora foi composta por Toshikazu Tanaka, que anteriormente trabalhava na SNK e trabalhou em projetos como Fatal Fury: King of Fighters.  Antes do lançamento, a revista francesa HardCore Gamers observou a inclusão de Billy e Jimmy de Double Dragon no jogo.

## Recepção
A revista espanhola Gametype deu à Rage of the Dragons uma perspectiva positiva. O criador de Double Dragon, Yoshihisa Kishimoto, afirmou que "não tinha nada a ver com Rage of the Dragons". Em 2012, a revista Complex classificou esta "sequência do primeiro jogo de luta Double Dragon" como o 13º melhor jogo de luta SNK já feito. Kurt Kalata, do Hardcore Gaming 101, considerou o jogo "um excelente jogo para quem gosta de jogos 2D da era tardia, e duplamente pelo design de personagens radiantes e pela incrível trilha sonora".